# Dx (digráf)
A Dx (kisbetűs alakja dx) a latin ábécé digráfja. Egy D és egy X betűből áll. 

## Nyelvészet
A Dx digráfot több zapoték nyelvben alkalmazzák az ʒ hang lejegyzésére.

## Informatikai megjelenítés
A legtöbb digráfhoz hasonlóan a « dx » lejegyzésére sem létezik egyetlen karakter, megjelenítéséhez mindig le kell nyomni a D és az X billentyűket.

## Fordítás
Ez a szócikk részben vagy egészben  a   Dx (digramme) című francia Wikipédia-szócikk 175008340 ezen változatának fordításán alapul.  Az eredeti cikk szerkesztőit annak laptörténete sorolja fel. Ez a jelzés csupán a megfogalmazás eredetét és a szerzői jogokat jelzi, nem szolgál a cikkben szereplő információk forrásmegjelöléseként.